# Попович, Дмитрий Анатольевич
Дмитрий Анатольевич Попович (рум. Dumitru Popovici; 5 августа 1983, Рыбница) — молдавский футболист, защитник и опорный полузащитник. Выступал за сборную Молдовы.

## Биография
В начале карьеры играл за «Конструкторул» (Чобручи) и «Шериф». С «Шерифом» в сезоне 2001/02 стал победителем чемпионата и обладателем Кубка Молдовы, но сыграл только 2 матча. С 2003 года выступал в высшем дивизионе за «Тилигул-Тирас», где смог стать игроком основы, проведя около 100 матчей, однако клуб в этот период не боролся за высокие места. В 2007 году играл за сирийский «Аль-Иттихад» (Алеппо) и провёл 5 матчей в Азиатской Лиге чемпионов. Осенью 2008 года выступал за «Динамо» (Бендеры).
В начале 2009 года перешёл в кишинёвскую «Дачию». В этом клубе за четыре с половиной сезона сыграл около 100 матчей в чемпионате страны. В сезоне 2010/11 стал чемпионом Молдовы, в сезонах 2008/09, 2011/12, 2012/13 — серебряным призёром. Финалист Кубка Молдовы 2008/09 и 2009/10.
Летом 2013 года перешёл в «Тирасполь», но провёл в клубе только половину сезона. Затем играл в дивизионе «А» за «Саксан» из Чадыр-Лунги, с которым стал победителем турнира. Осенью 2014 года выступал в высшей лиге Узбекистана за «Бухару», клуб боролся за выживание в лиге и финишировал 12-м из 14 участников. После возвращения на родину снова играл за «Саксан», в ходе сезона 2015/16 переходил в бельцскую «Зарю», но ещё до окончания сезона вернулся в клуб из Чадыр-Лунги.
В конце карьеры провёл два сезона за аутсайдера высшего дивизиона «Динамо-Авто» (Тирасполь), а затем играл в дивизионе «А» за «Спартаний» (Селемет) и «Искру» (Рыбница).
Всего в высшем дивизионе Молдовы сыграл более 290 матчей. Принимал участие в играх еврокубков.
Выступал за юниорскую и молодёжную сборные Молдовы. В национальной сборной Молдовы сыграл единственный матч 10 июня 2009 года в товарищеской игре против Беларуси, заменив на 88-й минуте Игоря Бугаёва.

## Достижения
- Чемпион Молдовы: 2001/02, 2010/11
- Серебряный призёр чемпионата Молдовы: 2008/09, 2011/12, 2012/13
- Обладатель Кубка Молдовы: 2001/02
- Финалист Кубка Молдовы: 2008/09, 2009/10

## Личная жизнь
Брат Александр (род. 1977) также футболист, игрок сборной Молдовы.